# Pé-de-altar
Pé-de-altar é o conjunto das taxas que recebem os párocos pelos diferentes cerimoniais religiosos, as esmolas, ou ofertas pelas missas, desobrigas, baptizados, etc.